# San Leonardo da Porto Maurizio ad Acilia (Kardinalstitel)
Der Kardinalstitel eines Kardinalpriesters von San Leonardo da Porto Maurizio ad Acilia wurde von Papst Franziskus mit der Erhebung der gleichnamigen römischen Pfarrkirche San Leonardo da Porto Maurizio ad Acilia zur Titelkirche neu geschaffen.

## Geschichte
Papst Franziskus begründete die Neuschaffung des Titels mit der Notwendigkeit, eine ausreichende Zahl von Titeln für die zunehmende Zahl von Kardinälen zur Verfügung zu haben. Gleichzeitig setzte er mit der Auswahl der 1936 erbauten Kirche im südöstlichen, Richtung Ostia gelegenen Außenbezirk Acilia im Municipio Roma X die Erweiterung der Titel aus dem „Alten Rom“ in die Peripherie fort.

## Titelinhaber
| Name                    | Land      | Geboren       | Verstorben    | Ernennung     | Ernennung   | Anmerkungen               |
| Name                    | Land      | Geboren       | Verstorben    | am 1          | durch Papst | Anmerkungen               |
| ----------------------- | --------- | ------------- | ------------- | ------------- | ----------- | ------------------------- |
| Leonardo Ulrich Steiner | Brasilien | 6. Nov. 1950  |               | 27. Aug. 2022 | Franziskus  | Erzbischof von Manaus     |
| vakant                  |           |               |               |               |             | 17.04.2021 – 27.08.2022   |
| Sebastian Koto Khoarai  | Lesotho   | 11. Sep. 1929 | 17. Apr. 2021 | 19. Nov. 2016 | Franziskus  | Bischof von Mohale’s Hoek |